# Vlag van oblast Irkoetsk
De vlag van oblast Irkoetsk is in gebruik sinds 25 juni 1997. De vlag bestaat uit drie verticale banen van blauw, wit en blauw, in de verhouding 1:2:1. Blauw staat voor water, het Baikalmeer, de rivier Angara, en andere rivieren in het gebied. Wit staat voor goedheid, bescheidenheid en de zuiverheid van de gedachten van de inwoners, evenals de sneeuwwitte winters van Siberië. Groen in de gestileerde cedertakken symboliseert hoop, vreugde, overvloed en de unieke flora, fauna en de rijkdom van het bos. In het midden staat een zwarte babr met een marter in zijn bek. Babr is een oud Russisch woord dat "tijger" betekent (origineel rechts). Echter, in 1857, toen het wapen van Irkoetsk opnieuw werd ontworpen in Moskou, werd het woord per ongeluk per ongeluk veranderd in bobr ("bever"). Het dier werd getransformeerd in een vreemd vleesetend beverachtig wezen dat bewaard is gebleven in het moderne wapen van de oblast.